# 海灣鐵路
海灣鐵路（阿拉伯语：‎）是計劃中連接波斯灣六個海灣合作委員會的鐵路線。全線總長2,177公里，預計耗資2500億美元建造，原计划在2023年完成。
每個成員國都負責落實在本國境內的鐵路線部分，並會興建各自的鐵路線、支線、車站和貨運總站。費用會根據鐵路在各國長度比例分配。因此，阿聯酋和沙特阿拉伯將投資最多，之後分別是阿曼、卡塔爾、科威特和巴林。沙特鐵路公司將興建沙特阿拉伯的鐵路網，阿提哈德鐵路會建造阿聯酋鐵路網，阿曼鐵路建造阿曼鐵路網，卡塔爾鐵路建造卡塔爾鐵路網。